# Isaías González Cuevas
Isaías González Cuevas (n. México, D. F.; 6 de julio de 1940) es un destacado y reconocido líder sindicalista. Se ha desempeñado en tres ocasiones como Diputado Federal, esta última en el periodo 2018-2021. Fue Senador de la República por Baja California Sur, desde Septiembre de 2005 es el Secretario General de la CROC, una de las centrales obreras más importantes de México.

## Secretario General de CROC (Confederación Revolucionaria de Obreros y Campesinos)
En septiembre de 2005, Isaias González Cuevas es electo Secretario General de esta importante central obrera, siendo el Diputado Federal en funciones, desde su llegada a la dirigencia de CROC, estableció un dinamismo de trabajo y visión futurista, llevando a esta organización obrera a un Sindicalismo Social del siglo XXI, implementando programas sociales para los afilados a la CROC como el Combate a la violencia familiar, contra la trata de personas, cultura de la salud, cultura de la prevención de adicciones, deporte cultura y recreación, educación, empleo y productivad, prevención al delito, turismo y vivienda para todos entre otros. http://www.croc.org.mx/
Esa visión a futuro que lo caracteriza lo ha llevado a caminar de la mano con los empresarios e industriales de todo el país, inculcando la filosofía a los trabajadores de la productividad "si la empresa gana, gana el trabajador", dándose a la tarea de capacitar a los trabajadores afiliados a la CROC, para elevar los índices de productividad de los obreros y calidad de servicio de los empleados, demostrando así su compromiso con el crecimiento económico de las empresas amigas de CROC.

## Senador de la República
Desde septiembre de 2012 cuando entró en funciones como Senador de la República, ha sido reconocido por la ciudadanía de Baja California Sur, por su incansable trabajo en beneficio de los sudcalifornianos muy por encima de sus compañeros Senadores, siendo el único de los tres que ha realizado una consulta ciudadana para detectar los problemas principales de la ciudadanía, realizando una evaluación de la información obtenida, generando propuestas legislativas para dar solución a las demandas del pueblo de Baja California Sur, ha estado promoviendo el auto-empleo, impartiendo cursos de tecnologías domésticas, apoyando a más de 10,000 mujeres en todo la geografía sudcaliforniana incentivando así la generación de micronegocios, además a estado gestionando recursos federales para empresas locales tanto pequeñas como grandes.
Es secretario de la comisión de seguridad , además integrante de la comisión de Turismo, integrante de la comisión de Trabajo y prevención social, también es integrante de la comisión de vivienda.

## Comisión de trabajo y prevención social
.